# Roy Chila
Roy Jair Chila (* 27. Juni 2005) ist ein ecuadorianischer Leichtathlet, der im Sprint sowie im Weit- und Dreisprung an den Start geht.

## Sportliche Laufbahn
Erste internationale Erfahrungen sammelte Roy Chila im Jahr 2021, als er bei den U18-Südamerikameisterschaften in Encarnación mit 6,81 m den vierten Platz im Weitsprung belegte und im Dreisprung mit 14,50 m die Bronzemedaille gewann. Im Jahr darauf siegte er mit 7,15 m bei den Jugend-Südamerikaspielen in Rosario im Weitsprung. Im September siegte er dann bei den U18-Südamerikameisterschaften in São Paulo mit 15,04 m im Dreisprung sowie in 42,19 s auch mit der ecuadorianischen 4-mal-100-Meter-Staffel. Zudem sicherte er sich im Weitsprung mit 6,88 m die Bronzemedaille. 2023 schied er bei den U20-Südamerikameisterschaften in Bogotá mit 10,90 s in der ersten Runde im 100-Meter-Lauf aus und belegte im Weitsprung mit 7,19 m den vierten Platz, wie auch im Dreisprung mit 14,92 m. Zudem belegte er mit der Staffel in 41,59 s den fünften Platz. Anschließend gelangte er bei den Südamerikameisterschaften in São Paulo mit 7,01 m auf den zwölften Platz im Weitsprung und belegte mit der Staffel in 40,85 s den fünften Platz. Im Jahr darauf gewann er bei den U20-Südamerikameisterschaften in Lima mit 14,98 m die Bronzemedaille im Dreisprung und sicherte sich auch im Staffelbewerb in 41,84 s die Bronzemedaille. Anschließend verpasste er bei den U23-Südamerikameisterschaften in Bucaramanga mit 10,78 s den Finaleinzug im 100-Meter-Lauf und belegte mit der Staffel in 40,81 s den vierten Platz. 2025 schied er bei den Südamerikameisterschaften in Mar del Plata mit 10,63 s im Vorlauf über 100 Meter aus.
2023 wurde Chila ecuadorianischer Meister in der 4-mal-100-Meter-Staffel.

## Persönliche Bestzeiten
- 100 Meter: 10,49 s (+1,0 m/s), 29. März 2025 in Cuenca
- Weitsprung: 7,45 m (−1,4 m/s), 29. April 2023 in Quito
- Dreisprung: 15,04 m (−0,7 m/s), 11. September 2022 in São Paulo